# Andrej Teterjuk
Andrej Teterjuk (rusko Андрей Тетерюк), kazahstanski kolesar, * 20. september, 1967, Selinoqrad, Sovjetska zveza.
Teterjuk je upokojeni profesionalni cestni kolesar, ki je med letoma 1992 in 2004 tekmoval za ekipe Carrera Jeans–Vagabond, Mapei–Viner, Aki–Gipiemme, Lotto–Mobistar–Isoglass, Liquigas, Mercury–Viatel, CCC–Polsat in Team Nippon Hodo. Nastopil je na poletnih olimpijskih igrah v letih 1996 in 2000, ko je dosegel svojo najboljšo uvrstitev s šestim mestom v kronometru. Dvakrat je nastopil na Dirki po Franciji in leta 1998 dosegel dvajseto mesto v skupnem seštevku. Najboljšo skupno uvrstitev na dirkah Grand Tour je dosegel na Dirki po Italiji, kjer je nastopil petkrat in leta 1996 dosegel trinajsto mesto v skupnem seštevku, na Dirki po Španiji je prav tako nastopil petkrat in najboljšo skupno uvrstitev dosegel v svojem zadnjem nastopu leta 2000 s 43. mestom. Leta 1998 je dosegel tretje mesto na dirki Critérium du Dauphiné, leta 1996 je zmagal na dirki Giro del Friuli, leta 2000 pa na Dirki po Galiciji.